# Schürfenkopf
Der Schürfenkopf (1096 m) ist bzw. die Sonntraten (Plural) sind ein Gipfel in den Bayerischen Voralpen auf dem Gebiet der Gemeinde Gaißach. 

## Topographie
Der Schürfenkopf bildet das westliche Ende eines Bergrückens, der sich über Sulzkopf bis zum Rechelkopf zieht. Der Gipfel setzt sich nur schwach vom weiteren Verlauf des Bergrückens ab, fällt dann aber über eine sonnige Wiese auf dessen Südseite ins Isartal ab und bietet deshalb eine gute Aussicht in selbiges.